# Lazare Garreau
Pour les articles homonymes, voir Garreau.
Lazare Garreau né en 16 mars 1812 et mort le 15 novembre 1892 , était un botaniste, pharmacien et médecin militaire français. Garreau a démontré par l'expérimentation que les plantes pouvaient absorber l’eau par leurs feuilles. Il a également étudié la respiration et la nutrition des plantes.

## Biographie
Garreau est né à Autun d'un père ébéniste. Il participe avec d'autres enfants à des sorties botaniques et géologiques organisées par un prêtre de la paroisse locale. 
Il commence à fréquenter le collège d'Autun mais doit arrêter ses études en raison de difficultés financières. Garreau commence alors à travailler à la pharmacie Berger puis chez Blondeau, pharmacien de la rue de Toumon. Il reprend ensuite ses études et obtient une licence en 1833 puis rejoint l'hôpital militaire d'instruction de Strasbourg. Il exerce ensuite la profession de chirurgien à Maubeuge tout en poursuivant ses études scientifiques au Val-de-Grâce. 
Il travaille ensuite quelque temps dans divers hôpitaux dans le cadre de son service militaire et obtient un congé en 1840 pour étudier la médecine à Montpellier. Il devient pharmacien militaire avec le grade de major à titre temporaire puis sert de 1841 à 1844 à Strasbourg. Il devient professeur au Centre d'Instruction Militaire de Lille. C'est là qu'il épouse Laure Barrois et qu'il commence des expériences en physiologie végétale. 
En 1850, le Centre d'Instruction Militaire de Lille est fermé et il est nommé professeur de chimie et de pharmacie au lycée de Lille. Il démissionne en 1854 et reprend de nouveau ses études. Sa thèse de doctorat sur la montée de la sève dans les plantes fut refusée par la Sorbonne en 1855.
En 1859, il soutient une thèse sur la matière azotée des plantes et son mouvement qui lui vaut un doctorat à Strasbourg. Il obtient son diplôme en pharmacie en 1860 et achète une pharmacie qu'il gère pour compléter ses revenus.
En 1873, il est nommé professeur de chimie et de toxicologie et il prend sa retraite en 1886.

## Œuvre
Les expériences en physiologie végétale de Garreau ont porté sur la production de vapeur d'eau par les plantes, l'absorption d'eau par la surface des feuilles et l'association entre les stomates et l'évaporation. Garreau a constaté l'utilisation du dioxyde de carbone par les plantes et des différences entre leur activité diurne et nocturne. Il a également observé la production de chaleur, notamment dans l'inflorescence des Arums, ainsi que la possibilité d'utiliser le sulfure de carbone pour la fumigation et la destruction des insectes nuisibles en 1854,.

## Reconnaissance
À Lille, dans le quartier de Lille Sud, une rue porte son nom, ainsi que le centre social qui se trouve dans cette rue. Ce dernier a été renommé Centre Social Denise Cacheux le 26 juin 2023 ,.